# Capnella erecta
Capnella erecta is een zachte koraalsoort uit de familie Nephtheidae. De koraalsoort komt uit het geslacht Capnella. Capnella erecta werd in 1977 voor het eerst wetenschappelijk beschreven door Verseveldt. 